# Я — капітан
«Я — капітан» (фр. Io capitano) — драматичний фільм 2023 року режисера Маттео Ґарроне за сценарієм Маттео Ґарроне , Массімо Ґаудіозо, Массімо Чеккеріні та Андреа Тальяферрі.
Фільм, створений у міжнародній копродукції Італії, Бельгії та Франції, заснований на оригінальній ідеї Ґарроне і натхненний реальними історіями африканських маршрутів мігрантів до Європи. Знімання фільму проходили в Сенегалі, Марокко та Італії.
Фільм змагався за «Золотого лева» на 80-му Венеційському міжнародному кінофестивалі, де отримав «Срібного лева» за режисуру та премію Марчелло Мастроянні за гру Сейду Сарра. Фільм вийшов у прокат в Італії 7 вересня 2023 року. «Я — капітан» отримав схвальні відгуки критиків і був номінований на 81-шу церемонію вручення премії «Золотий глобус» за найкращий фільм іноземною мовою та на 96-ту церемонію вручення премії «Оскар» за найкращий міжнародний повнометражний фільм.
Прем'єра фільму в Україні назначена на 14 березня 2024 року.

## Сюжет
Сейду і Муса, двоє сенегальських підлітків, залишають рідне місто Дакар, щоб дістатися Італії і врятуватися від злиднів. Вони проїжджають через Малі з фальшивим паспортом і, хоча аферу викриває поліціянт, їм вдається уникнути в'язниці в обмін на 50 доларів. Опинившись у Нігері, вони їдуть пустелею, поки не потрапляють до Лівії, де їх заарештовують і відвозять в окремі центри утримання під вартою.
Сейду піддають тортурам, але йому вдається вирватися на волю, коли інший в'язень підштовхує його до того, щоб запропонувати себе як такого ж муляра, як і він. Після гарної роботи обох звільняють і оплачують їхню подорож до Триполі. У лівійській столиці Сейду зустрічає Мусу, з яким продовжує свій шлях до Європи.
Коли вони звертаються до посередника Ахмеда, який організовує переправи в Середземному морі, не маючи достатньо грошей, їм пропонують лише один варіант: Сейду доведеться вести човен. Проінструктований Ахмедом, як керувати транспортним засобом, Сейду вдається безпечно доставити всіх пасажирів на Сицилію.

## Акторський склад
- Сейду Сарр — Сейду
- Мустафа Фолл — Муса
- Іссака Савагодо
- Хічем Якубі
- Дуду Сагна
- Хаді Сі
- Бамар Кане
- Шейк Умар Діау